# Vici Gaming
Vici Gaming (kurz: VG) ist eine chinesische E-Sport-Organisation, welche im September 2012 gegründet wurde. Größter Leistungsträger ist das Dota-2-Team.

## Dota 2
Das erste Team von Vici Gaming in Dota 2 entstand nach der Gründung am 21. September 2012 mit der Hilfe von Zhang „Fengdidi“ Panpan. Teil des Teams waren bereits zu diesem Zeitpunkt Lu „Fenrir“ Chao (bis 2018) und Xu „fy“ Linsen (bis 2016). Erfolge auf großen internationalen Turnieren gelangen dem Team erst 2014. Auf den zweiten Platz beim The International 2014 folgten Siege in der i-League, auf der ESL One New York 2014 und bei der zweiten Ausgabe von The Summit. Auch 2015 konnte Vici Gaming vordere Platzierungen erzielen. Bei den Dota 2 Asia Championships 2015 wurde das Team Zweiter; auf dem The International 2015 Vierter.
Seit März 2015 hat VG eine zweite Mannschaft, welche mit wechselnden Anhängseln wie Potential, Reborn oder J auftritt.
Im Jahr 2019 konnte Vici Gaming Turniergewinne in der 11. Dreamleague Saison und dem EPICENTER Major 2019 erzielen, bei den Auflagen des The International wurde 2019 und 2021 jeweils der 5. – 6. Rang erreicht.

### Spieler im Oktober 2021

#### Vici Gaming
- Yang „poyoyo“ Shaohan
- Guo „Xm“ Hongcheng
- Li „Irving“ Jian
- Zhao „Yds.“ Jiayi
- Chen „起风了“ Guanhong

### Erfolge des Hauptteams
| Datum     | Platz   | Turnier                                  | Preisgeld      |
| --------- | ------- | ---------------------------------------- | -------------- |
| Juli 2014 | 2.      | The International 2014                   | 01.475.699 $   |
| Sep. 2014 | 1.      | i-League Season 1                        | 0155.000 $     |
| Okt. 2014 | 1.      | ESL One New York 2014                    | 052.978 $      |
| Dez. 2014 | 1.      | The Summit 2                             | 0134.365 $     |
| Feb. 2015 | 2.      | Dota 2 Asia Championships 2015           | 0366.902 $     |
| Apr. 2015 | 1.      | Star Ladder StarSeries Season XII        | 067.500 $      |
| Mai 2015  | 2.      | Dota 2 Champions League Season 5         | 019.876 $      |
| Mai 2015  | 3.      | The Summit 3                             | 035.319 $      |
| Mai 2015  | 2.      | i-league Season 3                        | 0520.952 CN¥   |
| Aug. 2015 | 4.      | The International 2015                   | ~1.565.442 $   |
| Nov. 2015 | 2.      | Nanyang Dota 2 Championships             | 054.763 $      |
| Nov. 2015 | 5. – 6. | Frankfurt Major 2015                     | 0202.500 $     |
| Dez. 2016 | 2.      | World Cyber Arena 2016                   | 01.000.000 CN¥ |
| Dez. 2016 | 7.      | Dota2 Professional League Season 2 - Top | 035.000 $      |
| März 2019 | 1.      | DreamLeague Season 11                    | 0 350.000 $    |
| Juni 2019 | 1.      | EPICENTER Major 2019                     | 0 350.000 $    |
| Aug. 2019 | 5. – 6. | The International 2019                   | 01.201.552 $   |
| Juni 2021 | 4.      | WePlay AniMajor 2021                     | 050.000 $      |
| Okt. 2021 | 5. – 6. | The International 10                     | 01.400.600 $   |

## Counter-Strike: Global Offensive
Am 6. März 2016 verpflichtete VG das Lineup von CyberZen. Im Juli 2017 spielten folgende Spieler für VG:
- Zhuo „advent“ Liang
- Liu „uki“ ZhiHong
- Liu „savage“ Bin
- Zhong „zhonG“ Weijie
- Cheung „Freeman“ Winghei

## Weitere Disziplinen
Neben Dota 2 und Counter-Strike: Global Offensive hält Vici Gaming auch in einigen anderen Disziplinen Spieler unter Vertrag. Das League-of-Legends-Team spielt seit 2015 in der LoL Pro League. In Warcraft 3 spielt mit Wang „Infi“ Xu Wen einer der erfolgreichsten Spieler seiner Disziplin bei VG, wo er unter anderem auf der World Cyber Arena 2014 gewinnen konnte. Auch in Hearthstone: Heroes of Warcraft, Overwatch und FIFA unterstützt Vici Gaming derzeit Spieler.